# Zebrasoma
Zebrasoma là một chi cá biển thuộc họ Cá đuôi gai, gồm các loài cá được phân bố từ Biển Đỏ, trải rộng khắp Ấn Độ Dương - Thái Bình Dương. Một số loài trong chi này đã được quan sát ở Địa Trung Hải và Đại Tây Dương (ngoài khơi bang Florida, Hoa Kỳ), chủ yếu là những cá thể được thả ra từ các bể cá cảnh (là Zebrasoma desjardinii, Zebrasoma flavescens và Zebrasoma xanthurum).

## Từ nguyên
Từ zebra trong tên chi theo tiếng Anh có nghĩa là "ngựa vằn", còn từ soma theo tiếng Hy Lạp cổ đại nghĩa là "thân thể", ám chỉ các dải sọc trên thân của loài Zebrasoma velifer.

## Mô tả
Các loài Zebrasoma có cơ thể hình bầu dục, mõm nhọn với ngạnh sắc ở hai bên cuống đuôi. Chiều dài cơ thể được ghi nhận ở các loài trong chi này nằm trong khoảng từ 20 đến 40 cm.
Tất cả các loài Zebrasoma đều có thể căng rộng vây lưng và vây hậu môn, được quan sát khi chúng thực hiện màn tán tỉnh bạn tình. Các nhà ngư học đã xác định chiều dài của vây lưng của chúng bằng cách đo tia vây lưng dài nhất (tia thứ 12) và gai lưng dài nhất (gai thứ 13), sau đó chuyển đổi các giá trị này thành tỉ lệ phần trăm theo chiều dài tiêu chuẩn của cơ thể. Kết quả cho thấy, Zebrasoma velifer là loài có vây lưng lớn nhất trong số tất cả các loài Zebrasoma, và những chỉ số đo kể trên của chi Zebrasoma lại lớn hơn so với tất cả các chi trong họ Cá đuôi gai.

## Các loài
Hiện có 7 loài được công nhận là hợp lệ trong chi này, bao gồm:
- Zebrasoma desjardinii (E. T. Bennett, 1836)
- Zebrasoma flavescens (E. T. Bennett, 1828) - Cá đuôi gai vàng
- Zebrasoma gemmatum (Valenciennes, 1835)
- Zebrasoma rostratum (Günther, 1875)
- Zebrasoma scopas (G. Cuvier, 1829) - Cá đuôi gai nâu hồng
- Zebrasoma velifer (Bloch, 1795)
- Zebrasoma xanthurum (Blyth, 1852)

### Trích dẫn
- J. E Randall (1955). "A Revision of the Surgeon Fish Genera Zebrasoma and Paracanthurus" (PDF). Pacific Science. Quyển 9. tr. 396–412.
- R. C. Guiasu; R. Winterbottom (1998). "Yellow juvenile color pattern, diet switching and the phylogeny of the surgeonfish genus Zebrasoma (Percomorpha, Acanthuridae)" (PDF). Bulletin of Marine Science. Quyển 63 số 2. tr. 277–294.